# مورتن جنسن (بازیکن فوتبال)
مورتن جنسن (انگلیسی: Morten Jensen؛ زادهٔ ۲۰ سپتامبر ۱۹۸۷) بازیکن فوتبال اهل آلمان است که به عنوان دروازه‌بان بازی می‌کند.
از باشگاه‌هایی که در آن بازی کرده‌است می‌توان به باشگاه فوتبال هولشتاین کیل و باشگاه فوتبال هانوفر ۹۶ اشاره کرد.